# Фестиваль української культури у Сопоті
Фестиваль української культури в Сопоті — найбільша подія реалізована Об'єднанням українців у Польщі. Мета — підтримка української культури, через презентацію самодіяльних художніх ансамблів українців з Польщі та професійних виконавців з України. Проходить раз на два роки
Перший фестиваль відбувся у 1967 році в Сяноку, наступні фестивалі проходили також у Кентшині, Кошаліні, Варшаві. У 1983 році VIII фестиваль пройшов на сцені Лісової опери у Сопоті. З того часу місцем проведення став Сопот, за винятком двох фестивалів, що відбулися в Перемишлі.
Фестиваль здебільшого супроводжується великою кількістю супровідних заходів. Наприклад: концерт-реквієм Євгена Станковича «Панахида за померлими з голоду», коткий відбувся в одному з костелів Ґданська 2008 року.